# Itacurubí del Rosario
Itacurubí del Rosario è un centro abitato del Paraguay, situato nel dipartimento di San Pedro; la località forma uno dei 19 distretti del dipartimento.

## Popolazione
Al censimento del 2002 Itacurubí del Rosario contava una popolazione urbana di 3.771 abitanti (11.083 nell'intero distretto).

## Caratteristiche
Fondata il 21 giugno del 1787 dal comandante militare Roque de Acosta Freire, la località ha come principali attività economiche l'agricoltura e, in misura minore, l'allevamento. Le coltivazioni più diffuse sono la manioca, il cotone, il riso e il sesamo.